# Episymploce falcifera
Episymploce falcifera är en kackerlacksart som först beskrevs av Hanitsch 1925.  Episymploce falcifera ingår i släktet Episymploce och familjen småkackerlackor. Inga underarter finns listade i Catalogue of Life.